# Åroijaure
Åroijaure är en sjö i Jokkmokks kommun i Lappland och ingår i Piteälvens huvudavrinningsområde. Sjön har en area på 0,105 kvadratkilometer och ligger 278,9 meter över havet.

## Delavrinningsområde
Åroijaure ingår i det delavrinningsområde (733631-169407) som SMHI kallar för Ovan 733173-169602. Medelhöjden är 282 meter över havet och ytan är 25,67 kvadratkilometer. Räknas de 19 avrinningsområdena uppströms in blir den ackumulerade arean 358,89 kvadratkilometer. Vitbäcken som avvattnar avrinningsområdet har biflödesordning 3, vilket innebär att vattnet flödar genom totalt 3 vattendrag innan det når havet efter 112 kilometer. Avrinningsområdet består mestadels av skog (69 procent) och sankmarker (24 procent). Avrinningsområdet har 0,18 kvadratkilometer vattenytor vilket ger det en sjöprocent på 0,7 procent.